# Clemens Fritz
Clemens Fritz (Erfurt, Alemania, 7 de diciembre de 1980) es un exfutbolista alemán que jugaba de defensa.

## Biografía
Clemens Fritz empezó su carrera futbolística en el FC Rot-Weiß Erfurt.
En 2001 fichó por el Karlsruher SC, equipo que por aquel entonces militabla en la 2. Bundesliga. En esta etapa jugó un total de 32 partidos oficiales y marcó 5 goles.
En 2003 se marchó a jugar al Bayer Leverkusen. Con este club debutó en la 1. Bundesliga el 9 de noviembre. Empezó siendo suplente, pero a mediados de su primera temporada en el club empezó a jugar de forma más habitual, llegando a jugar 14 partidos de liga. Antes del inicio de la temporada 2004-05, cuando su equipo se preparaba en pretemporada jugando un partido amistoso contra el Rot-Weiss Essen, sufrió una grave lesión en su pierna que no le permitió jugar en todo el año. Reapareció el 9 de marzo de 2005 en un partido de Liga de Campeones jugando 40 minutos contra el Liverpool FC. Una vez recuperado Fritz se convirtió un fijo en el equipo. 
En 2006 fichó por el Werder Bremen, donde permaneció hasta su retirada al término de la temporada 2016-17.

## Selección nacional
Fue internacional con la selección de fútbol de Alemania en 22 ocasiones. Su debut como internacional se produjo el 29 de septiembre de 2006 en un partido contra Eslovaquia. Su primer gol lo marcó el 2 de junio del año siguiente en un partido contra San Marino.
Fue convocado por su selección para participar en la Eurocopa de Austria y Suiza de 2008. En este campeonato Alemania realizó un gran papel, llegando a la final. Fritz ayudó jugando cuatro partidos.

### Participaciones en Eurocopa
| Torneo        | Sede            | Resultado  |
| ------------- | --------------- | ---------- |
| Eurocopa 2008 | Austria y Suiza | Subcampeón |

## Clubes
| Club                  | País     | Año       |
| --------------------- | -------- | --------- |
| F. C. Rot-Weiß Erfurt | Alemania | 1999-2001 |
| Karlsruher S. C.      | Alemania | 2001-2003 |
| Bayer 04 Leverkusen   | Alemania | 2003-2006 |
| S. V. Werder Bremen   | Alemania | 2006-2017 |

## Palmarés

### Títulos nacionales
| Título                      | Club                | País     | Año  |
| --------------------------- | ------------------- | -------- | ---- |
| Copa de la Liga de Alemania | S. V. Werder Bremen | Alemania | 2006 |
| Copa de Alemania            | S. V. Werder Bremen | Alemania | 2009 |
| Supercopa de Alemania       | S. V. Werder Bremen | Alemania | 2009 |